# Linux Format
Linux Format é uma revista sobre Linux publicada desde 2000 no Reino Unido. Foi a primeira publicação específica sobre Linux em seu país. Têm treze edições por ano. Publicado por Future Publishing.